# Christine Wenzel
Christine Wenzel z domu Brinker (ur. 10 lipca 1981 w Ibbenbürenie) – niemiecka strzelczyni sportowa, brązowa medalistka olimpijska, czterokrotna mistrzyni świata.
Specjalizuje się w konkurencji skeet. W 2008 roku na igrzyskach olimpijskich w Pekinie zdobyła brązowy medal. W końcowej rywalizacji przegrała z Włoszką Chiarą Cainero i Amerykanką Kim Rhode.
9 września 2009 roku wyszła za mąż za niemieckiego strzelca Tino Wenzla i przyjęła jego nazwisko.

## Igrzyska olimpijskie
| Igrzyska | Miejscowość    | Konkurencja | Kwalifikacje | Kwalifikacje | Finał | Finał   |
| Igrzyska | Miejscowość    | Konkurencja | Wynik        | Pozycja      | Wynik | Pozycja |
| -------- | -------------- | ----------- | ------------ | ------------ | ----- | ------- |
| IO 2008  | Pekin          | Skeet       | 70           | 4. Q         | 93    | brąz    |
| IO 2012  | Londyn         | Skeet       | 68           | 5. Q         | 89    | 6.      |
| IO 2016  | Rio de Janeiro | Skeet       | 68           | 11.          | NQ    | NQ      |